# Fear and Saturday Night
Fear and Saturday Night è il quinto album in studio del cantautore statunitense Ryan Bingham, pubblicato nel 2015.

## Tracce
Testi e musiche di Ryan Bingham.
1. Nobody Knows My Trouble
2. Broken Heart Tattoos
3. Top Shelf Drug
4. Island in the Sky
5. Adventures of You and Me
6. Fear and Saturday Night
7. My Diamond Is Too Rough
8. Radio
9. Snow Falls in June
10. Darlin
11. Hands of Time
12. Gun Fightin Man